# Alby (Ånge)
Alby ist ein Ort (tätort) in der Gemeinde Ånge in Västernorrlands län in der historischen Provinz Medelpad.
Im Jahr 2015 hatte der Ort 349 Einwohner.
Der Ort liegt etwa acht Kilometer südwestlich von Ånge. Er besitzt einen Bahnhof an der Norra stambanan und ist über Riksväg 83 erreichbar.

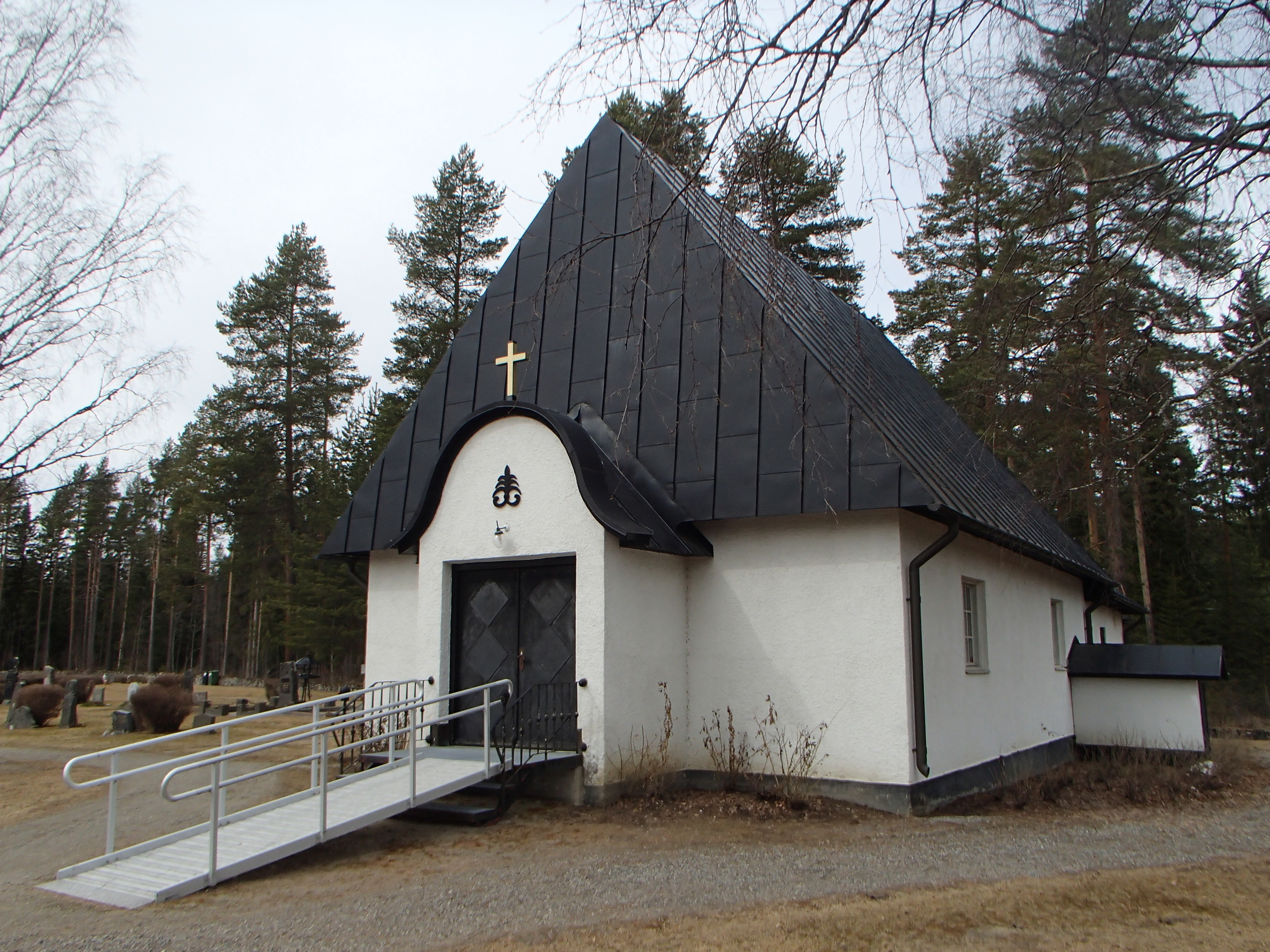
Kirche
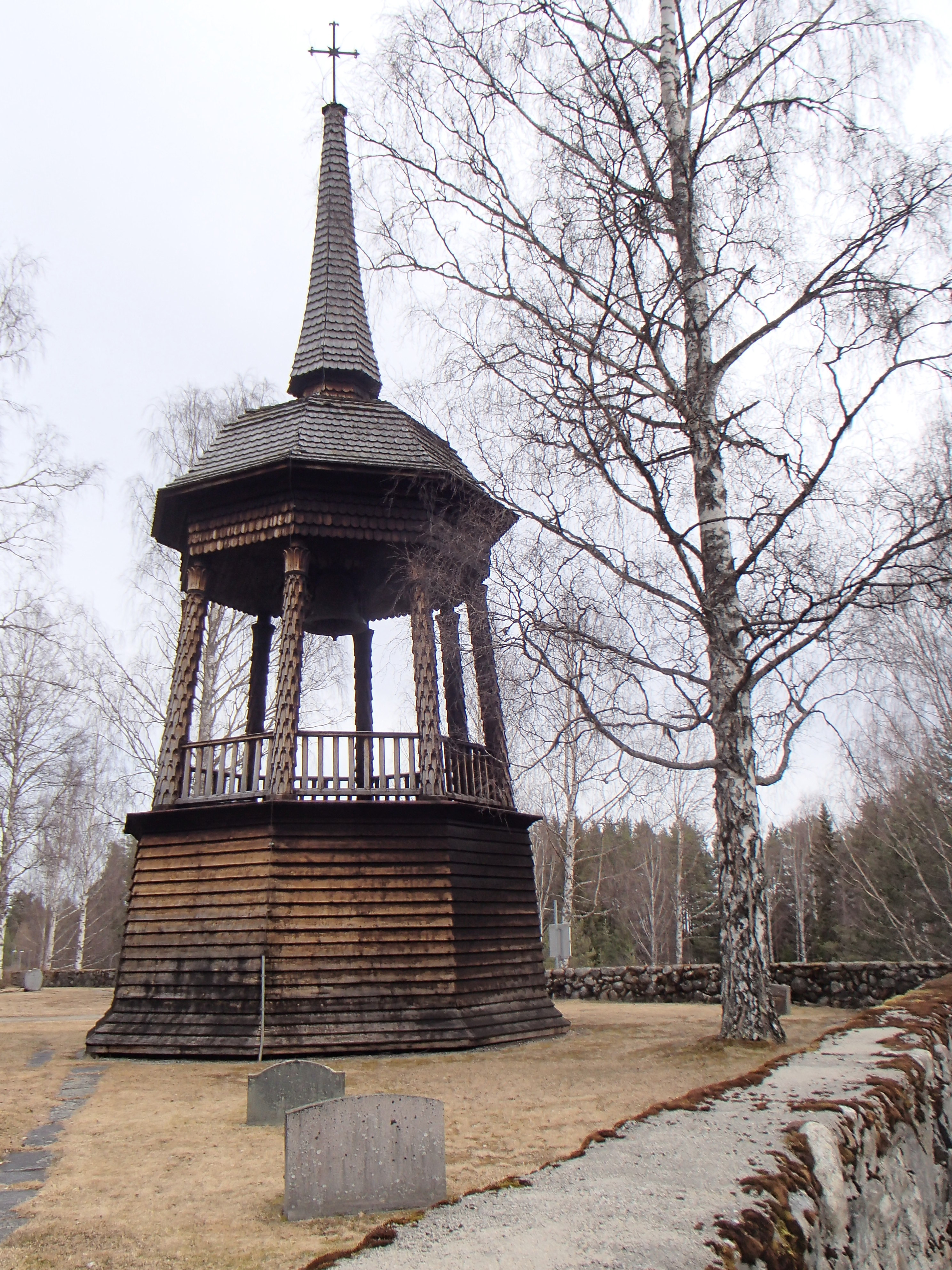
Glockenturm